# Яномамские языки
Яномамские языки (языки яномам, языки яномами) — небольшая языковая семья, распространённая на северо-западе Бразилии (Рорайма, Амазонас) и на юге Венесуэлы. Носители — народы яномамо.
Изучением яномамских языков занималась российская лингвистка А. Ю. Айхенвальд, а также Джозеф Гринберг, Лайл Кэмпбелл и др.

## Состав
Семья состоит из 4 языков, весьма похожих друг на друга, которые в связи с этим рассматриваются как диалектный континуум:
1. янам (нинам, янам-нинам) — около 560 носителей;
2. санума (цанума, санима) — около 5000 носителей;
3. яномами (ваика) — около 6000 носителей;
4. яномамё (яномаме, яномами) — около 17600 носителей;
5. яроамё (явари, йоари, яоари) — около 430 носителей;
6. церемониальный язык вайамо (англ. waiamo), используемый на встречах яномамо из разных деревень. Вайамо владеют все мужчины, а женщины используют только в песнопениях.

## Генеалогические связи
Родство яномамских языков с другими семьями не установлено. Джозеф Гринберг предполагал родство с чибчанскими языками. Брайан Мильяцца (Migliazza, 1985) предполагал родство с Паноанскими языками и чибчанскими языками.

## Грамматика

### Фонология
Как и в большинстве других языков Бразилии и Амазонии, в яномамских языках имеются и оральные, и носовые гласные. Имеются 7 основных гласных: [a], [e], [i], [o], [u], [ɨ] (также может писаться y), [ə]. В языке янам u и ɨ слились в один звук. Границы морфем подвергаются регрессивной ассимиляции.
Общеяномамский консонантный инвентарь:
|             |         | Губно-губные | Альвеолярные | Постальвеолярные | Глоттальные |
| ----------- | ------- | ------------ | ------------ | ---------------- | ----------- |
| Носовые     | Носовые | /m/          | /n/          |                  |             |
| Взрывные    | глухие  | /p/          | /t/          | /k/              |             |
| Фрикативные | глухие  | /f/¹         | /s/          | /ʃ/²             | /h/         |
| Аффрикаты   |         | ts³          | tʃ⁴          |                  |             |

1. только в яномамском языке
2. кроме янамского языка;
3. только в янамском языке;
4. только в санума.

### Морфология
Порядок слов — SOV. Словообразование путём суффиксации. Типология — полисинтетические языки. Вместо прилагательных используются стативные глаголы. В роли наречий стативные глаголы следуют за существительными.
Имеются пять типов указательных местоимений, в зависимости от расстояния от говорящего и слушателя, а также их видимости. Подобные характеристики местоимений свойственны и другим языкам Бразилии, в том числе языкам тупи, включая старый тупи. Указательные местоимения, числительные, классификаторы и счётные слова предшествуют основному существительному.
Существует различие между отчуждаемой и неотчуждаемой принадлежностью, характерное также для всех языков ареала. Кроме того, имеется богатая система глагольных классификаторов, около 100, которые являются обязательными и ставятся перед корнем глагола. Различие между инклюзивным и эксклюзивным местоимениями «мы», характерное для большинства индейских языков, утрачено в янаме и яномаме, но сохранилось в других яномамских языках.
По морфологии имени яномамские языки имеют эргативно-абсолютивный строй (падеж объекта переходного глагола совпадает с падежом субъекта непереходного глагола). Маркер эргатива — -ny. Глагол многовалентен — согласуется как с субъектом, так и с объектом.
Эвиденциальность в диалекте яномами передаётся глагольным маркером и делится на четыре уровня: явная очевидность, вывод, со слов, предположение. В других диалектах число уровней меньше.
Объект глагола может быть инкорпорирован в него, особенно если фокус в предложении — не на объекте.
Пример:
НЕинкорпорированный вариант:
kamijə-ny sipara ja-puhi-i

1sg-ERG axe 1sg-want-DYNAMIC

Я хочу (мне нужен) топор.
Инкорпорированный вариант:
kamijə-ny ja-sipara-puhi-i

1sg-ERG 1sg-axe-want-DYN

Я хочу (его), топор.
Придаточные предложения образуются путём добавления суффикса относительности ('REL' ниже) к глаголу:
wãro-n shama shyra-wei ware-ma

man-ERG tapir kill-REL eat-COMPL

Человек, который убил тапира, съел его.
В диалекте санума, кроме того, имеется относительное местоимение ĩ.